# Waynesville (Ohio)
Pour les articles homonymes, voir Waynesville.
Waynesville est un village américain situé dans le comté de Warren, dans l'Ohio. Selon le recensement de 2010, sa population est de 2 834 habitants.